# Coppa di Francia 2002-2003
La Coppa di Francia 2002-2003, la 86ª edizione, fu vinta dall'Auxerre che così si qualificò per la Coppa UEFA.

## Trentaduesimi di finale
| Squadra 1                 | Risultato       | Squadra 2                   |
| ------------------------- | --------------- | --------------------------- |
| Olympique Marsiglia       | 2 - 0           | Bastia                      |
| Grenoble                  | 2 - 1           | Sochaux                     |
| Nizza                     | 0 - 0 (2-4 dcr) | Metz                        |
| Caen                      | 1 - 2           | Auxerre                     |
| Amiens                    | 5 - 3 (dts)     | Montpellier                 |
| Stade Reims               | 0 - 2           | Nantes                      |
| Wasquehal                 | 3 - 2 (dts)     | Monaco                      |
| Sète                      | 1 - 4           | Rennes                      |
| Valenciennes              | 2 - 3           | Le Havre                    |
| Besançon                  | 0 - 1 (dts)     | Paris Saint-Germain         |
| Martigues                 | 0 - 0 (3-1 dcr) | Sedan                       |
| Bourg-Péronnas            | 1 - 0           | Strasburgo                  |
| Forbach                   | 2 - 3           | Lens                        |
| FC Libourne               | 1 - 0           | Olympique Lione             |
| Vitré                     | 1 - 3           | Ajaccio                     |
| SC Schiltigheim           | 3 - 1           | Troyes                      |
| JA Armentières            | 0 - 3           | Bordeaux                    |
| Stade Quimpérois          | 0 - 3           | Lilla                       |
| Les Genêts d'Anglet       | 0 - 1           | Guingamp                    |
| Nancy                     | 1 - 0           | Niort                       |
| Tolosa                    | 3 - 1           | Viry-Châtillon              |
| ES Vitrolles              | 1 - 1 (3-5 dcr) | Laval                       |
| UMS Montélimar            | 0 - 3           | Lorient                     |
| US Changéenne             | 0 - 4           | Beauvais                    |
| US Jeanne d'Arc Carquefou | 1 - 4 (dts)     | Le Mans                     |
| Tours                     | 0 - 0 (2-4 dcr) | Angoulême-Charente 92       |
| La Vitréenne FC           | 1 - 2           | Digione                     |
| AC Seyssinet              | 1 - 0           | Nîmes                       |
| CSO Amnéville             | 2 - 1           | Raon-l'Étape                |
| Quevilly-Rouen            | 6 - 1           | ES La Rochelle              |
| AS Villeurbanne           | 0 - 3           | Agde                        |
| Maubeuge                  | 1 - 2           | Entente Sportive de Lambres |

## Sedicesimi di finale
| Squadra 1                   | Risultato         | Squadra 2             |
| --------------------------- | ----------------- | --------------------- |
| Paris Saint-Germain         | 2 - 1             | Olympique Marsiglia   |
| Nancy                       | 0 - 1             | Metz                  |
| CSO Amnéville               | 0 - 3             | Auxerre               |
| SC Schiltigheim             | 1 - 0             | Beauvais              |
| AC Seyssinet Pariset        | 1 - 5             | Guingamp              |
| Martigues                   | 1 - 0             | Amiens                |
| Rennes                      | 3 - 0             | Ajaccio               |
| Entente Sportive de Lambres | 1 - 2             | Angoulême-Charente 92 |
| Agde                        | 0 - 2             | Lilla                 |
| Bordeaux                    | 2 - 0             | Grenoble              |
| Quevilly-Rouen              | 1 - 2             | Wasquehal             |
| Laval                       | 2 - 1             | Le Havre              |
| FC Libourne                 | 2 - 2 (12-11 dcr) | Le Mans               |
| Lorient                     | 1 - 0             | Nantes                |
| Digione                     | 0 - 1             | Bourg-Péronnas        |
| Tolosa                      | 1 - 0             | Lens                  |

## Ottavi di finale
| Squadra 1             | Risultato   | Squadra 2           |
| --------------------- | ----------- | ------------------- |
| Bourg-Péronnas        | 1 - 3       | Auxerre             |
| Martigues             | 2 - 1       | Metz                |
| SC Schiltigheim       | 3 - 0       | Tolosa              |
| Angoulême-Charente 92 | 0 - 0 (dts) | Guingamp            |
| FC Libourne           | 0 - 3       | Rennes              |
| Lorient               | 1 - 0       | Lilla               |
| Laval                 | 0 - 1       | Paris Saint-Germain |
| Bordeaux              | 4 - 1       | Wasquehal           |

## Quarti di finale
| Squadra 1             | Risultato   | Squadra 2           |
| --------------------- | ----------- | ------------------- |
| SC Schiltigheim       | 1 - 2       | Rennes              |
| Bordeaux              | 2 - 0       | Lorient             |
| Martigues             | 0 - 1       | Paris Saint-Germain |
| Angoulême-Charente 92 | 0 - 0 (dts) | Auxerre             |

## Semifinali
| Squadra 1           | Risultato | Squadra 2 |
| ------------------- | --------- | --------- |
| Auxerre             | 2 - 1     | Rennes    |
| Paris Saint-Germain | 2 - 0     | Bordeaux  |

| Auxerre 26 aprile 2003                                      | Auxerre   | 2 – 1      | Rennes | Stade de l'Abbé Deschamps |
| \| \| \| \| \| Cissé 42’, 90’ \| Marcatori \| 63’ Sorlin \| |           |            |        |                           |
|                                                             |           |            |        |                           |
| Cissé 42’, 90’                                              | Marcatori | 63’ Sorlin |        |                           |

| Parigi 27 aprile 2003                                 | Paris Saint-Germain | 2 – 0 | Bordeaux | Parc des Princes |
| \| \| \| \| \| Ronaldinho 22’, 81’ \| Marcatori \| \| |                     |       |          |                  |
|                                                       |                     |       |          |                  |
| Ronaldinho 22’, 81’                                   | Marcatori           |       |          |                  |

## Finale
| Squadra 1 | Risultato | Squadra 2           |
| --------- | --------- | ------------------- |
| Auxerre   | 2 - 1     | Paris Saint-Germain |

| Arbitro: | Bertrand Layec |

|                        |           |               |
| Cissé 76’ Boumsong 89’ | Marcatori | 21’ Hugo Leal |